# Oskar von Schwarzkopf
Oskar Achilles Gustav Schwarzkopf, ab 1898 von Schwarzkopf, (* 18. November 1838 in Aalen; † 30. Mai 1903 in Stuttgart) war Oberhofprediger in Stuttgart und Generalsuperintendent von Schwäbisch Hall und Heilbronn.

## Leben
Nach dem Besuch des Evangelisch-Theologischen Seminars Schöntal ab 1852 begann er mit einem Studium der Theologie am Tübinger Stift, dass er 1860 mit dem Magistergrad abschloss. Nach Stationen in Ravensburg und Rottenburg am Neckar wurde er 1864 Repetent am Tübinger Stift. Weitere Stationen als Geistlicher hatte er in Stuttgart und Schorndorf. 1872 erfolgte auf Wunsch des Fürsten Hermann zu Hohenlohe-Langenburg die Ernennung zum Stadtpfarrer und Bezirksschulinspektor von Langenburg, 1874 zum Dekan dort. 1882 wechselte er als Dekan und Bezirksschulinspektor nach Schwäbisch Hall, dann 1890 nach Cannstatt. Ab 1894 war er landesherrliches Mitglied und Vizepräsident der 5. und 6. Landessynode.
1896 wurde Schwarzkopf zunächst zum Prälaten und Generalsuperintendent von Schwäbisch Hall, dann 1900 zum Prälaten und Generalsuperintendent von Heilbronn ernannt. In seiner Funktion als Generalsuperintendent war er von 1896 bis 1902 Abgeordneter der Zweiten Kammer der Württembergischen Landstände.
1902 wurde Schwarzkopf zum Oberhofprediger in Stuttgart und zum Mitglied des Konsistorium ernannt sowie zum außerordentlichen Mitglied des Strafanstaltenkollegiums.

## Ehrungen
- 1889 Jubiläumsmedaille
- 1896 Ritterkreuz I. Klasse des Friedrichsordens
- 1897 Kommenturkreuz des Herzoglich Sachsen-Ernestinischen Hausordens
- 1898 Ehrenkreuz des Ordens der Württembergischen Krone, welches mit dem persönlichen Adelstitel (Nobilitierung) verbunden war[1]

## Publikationen (Auswahl)
- Vier Vorträge zur Verantwortung des christlichen Glaubens. Steinkopf, Stuttgart 1893.
- Das Zeugnis der vier Evangelien in seiner Glaubwürdigkeit und Zuverlässigkeit. Steinkopf, Stuttgart 1893.
- Arbeit und Arbeiter. Winter, Heidelberg 1881.